# Molochio
Molochio é uma comuna italiana da região da Calábria, província de Reggio Calabria, com cerca de 2.805 habitantes. Estende-se por uma área de 37 km², tendo uma densidade populacional de 76 hab/km². Faz fronteira com Ciminà, Cittanova, Taurianova, Terranova Sappo Minulio, Varapodio.

## Demografia
| Variação demográfica do município entre 1861 e 2011                               |
|                                                                                   |
| Fonte: Istituto Nazionale di Statistica (ISTAT) - Elaboração gráfica da Wikipedia |